# Volmerange-lès-Boulay
Volmerange-lès-Boulay (Duits: Volmeringen bei Bolchen ) is een gemeente in het Franse departement Moselle (regio Grand Est) en telt 403 inwoners (1999). De plaats maakt deel uit van het arrondissement Forbach-Boulay-Moselle.

## Geografie
De oppervlakte van Volmerange-lès-Boulay bedraagt 5,9 km², de bevolkingsdichtheid is 68,3 inwoners per km².
De onderstaande kaart toont de ligging van Volmerange-lès-Boulay met de belangrijkste infrastructuur en aangrenzende gemeenten.

## Demografie
Onderstaande figuur toont het verloop van het inwonertal (bron: INSEE-tellingen).

## Geboren
- Oscar Hans (1910), Duits SS-Hauptsturmführer en oorlogsmisdadiger